# Hàng không năm 1934
Đây là danh sách các sự kiện hàng không nổi bật xảy ra trong năm 1934:

## Các sự kiện

### Tháng 1
- Phi công Xô Viết là Fedossenko, Wassenko và Usyskin đã đưa chiếc khí cầu Ossoaviachim I lên đến tầng bình lưu, ở độ cao 22.000 m (72.160 ft).
- 10 tháng 1-11 - Một chuyến bay của 6 chiếc thuyền bay của hải quân Mỹ, những chiếc Consolidated P2Y đã lập một kỷ lục về quãng đường bay dài 2.400 dặm (3.862 km) giữa San Francisco và Trân Châu Cảng, đồng thời cũng lập luôn một kỷ lục mới về thời gian bay là 24 giờ 35 phút.

### Tháng 2
- 3 tháng 2 - Lufthansa bắt đầu các chuyến bay vận chuyển bưu phẩm xuyên qua Đại Tây Dương, giữa Berlin và Rio de Janeiro.
- 7 tháng 2 - Chuyến bay mang bưu phẩm đầu tiên giữa Úc và New Zealand, được thực hiện bởi Charles Ulm trên một chiếc Avro Ten, trong 14 giờ 10 phút.
- 19 tháng 2 - Quân đoàn Không quân Quân đội Hoa Kỳ bắt đầu vận chuyển bưu phẩm trong nước Mỹ, sau khi chính phủ kết thúc hợp động vận chuyển với hãng hàng không, do không quản lý được các điều khoản trong hợp đồng vận chuyển.

### Tháng 4
- 11 tháng 4 - Renato Donati lập một kỷ lục mới về độ cao, đạt 14.433 m (47.352 ft) trên một chiếc Caproni Ca 113.

### Tháng 5
- 8 tháng 5-23 - Jean Batten lập một kỷ lục về thời gian bay do phụ nữ thực hiện giữa Anh và Úc. Cô bay trên một chiếc de Havilland DH.60 và thực hiện chuyến bay mất 14 ngày 22 giờ.
- 29 tháng 5 - Highland Airways thực hiện các chuyến bay vận chuyển thư tín trong nước Anh, giữa Inverness và Kirkwall.

### Tháng 6
- 4 tháng 6 - Hải quân Mỹ trang bị vũ khí cho chiếc tàu sân bay đầu tiên được sản xuất theo mục đích, chiếc USS Ranger.
- 26 tháng 6 - Chuyến bay đầu tiên của Focke-Wulf Fw 61, bài kiểm tra đầu tiên của trực thăng.
- 29 tháng 6-30 - Benjamin và Joseph Adamowicz, những phi công nghiệp dư, bay qua Đại Tây Dương.

### Tháng 7
- 15 tháng 7 - Hãng hàng không Varney Speed Lines (sau này trở thành Continental Airlines) thực hiện các chuyến bay vận chuyển hành khách đầu tiên.
- 19 tháng 7 - Chiếc máy bay ký sinh F9C Sparrowhawk được phóng thành công từ khí cầu USS Macon, thực hiện trinh sát tàu tuần dương USS Houston và trở lại khí cầu Macon.
- 19 tháng 7-20 tháng 8 - Henry Arnold dẫn đầu 10 chiếc máy bay ném bom Martin B-10, bay một quãng đường dài 8.000 dặm (12.875 km).

### Tháng 8
- 8 tháng 8-9 - James Ayling và Leonard Reid thực hiện chuyến bay không dừng đầu tiên từ Canada đến Anh, trên một chiếc de Havilland DH84, mất 30 giờ 50 phút.
- 28 tháng 8 - 16 tháng 9 - Cuộc thi du lịch quốc tế bằng máy bay lần thứ 4, có tên gọi Challenge 1934 diễn ra ở Warszawa, người chiến thắng là các thành viên do Jerzy Bajan đứng đầu trên chiếc RWD-9.

### Tháng 9
- 7 tháng 9 - 16 - Cuộc thi Challenge 1934 kéo dài 9.537 km qua châu Âu và Bắc Phi.
- 22 tháng 9 - Sir Alan Cobham cố gắng bay không dừng trên một chiếc Airspeed Courier từ Anh đến Ấn Độ, nhưng thất bại.

### Tháng 10
- 20 tháng 10-3 tháng 11 - Sir Charles Kingsford Smith thực hiện chuyến bay đầu tiên về phía Đông xuyên qua Thái Bình Dương, từ Brisbane, Úc đến San Francisco, California, trên chiếc Lady Southern Cross.
- 20 tháng 10-5 tháng 11 - MacRobertson Air Race (Cuộc đua hàng không MacRobertson) khởi hành từ Anh đến Melbourne, Úc để đánh dấu 100 năm ngày thành lập bang Victoria. Số tiền thưởng trị giá 75.000 bảng đã được trao cho Charles Scott và Tom Black bay trên chiếc de Havilland DH88 Comet Grosvenor House.
- 23 tháng 10 - Francesco Agello phá vỡ kỷ lục vận tốc năm 1933 bằng kỷ lục mới là 709 km/h (440 mph). Lần này anh ta vẫn bay trên chiếc Macchi M.C.72.

### Tháng 12
- 8 tháng 12 - Imperial Airways mở rộng dịch vụ vận chuyển thư tín đến Úc.

## Chuyến bay đầu tiên

### Tháng 1
- 14 tháng 1 - De Havilland DH.86

### Tháng 2
- Supermarine Type 224

### Tháng 3
- 30 tháng 3 - Sikorsky S-42

### Tháng 4
- Mitsubishi G3M (hay mẫu thử nghiệm Ka-9)
- 17 tháng 4 - De Havilland Dragon Rapide
- 17 tháng 4 - Fairey Swordfish mẫu thử nghiệm K 4190

### Tháng 5
- 9 tháng 5 - De Havilland Hornet Moth
- 11 tháng 5 - Douglas DC-2

### Tháng 6
- 26 tháng 6 - Airspeed Envoy

### Tháng 7
- 27 tháng 7 - Supermarine Stranraer

### Tháng 8
- PZL.23 Karas
- 14 tháng 8 - Dewoitine D.510

### Tháng 9
- 7 tháng 9 - Hawker Hardy
- 8 tháng 9 - De Havilland DH.88
- 12 tháng 9 - Gloster Gladiator
- 12 tháng 9 - Hawker Hind

### Tháng 10
- 7 tháng 10 - Tupolev SB

### Tháng 11
- 23 tháng 11 - Bloch MB.210

## Bắt đầu hoạt động

### Tháng 5
- 18 tháng 5 - Douglas DC-2 trong hãng hàng không Transcontinental and Western Air

Ngày tháng không rõ - PZL P.11a trong Không quân Ba Lan và PZL P.11b trong Không quân Romania